# Irena Blicharz
Irena Blicharz (ur. 26 sierpnia 1983) – polska judoczka.
Była zawodniczka klubów: GKS Błękitni Kielce (1995-1999), ŚKS Gwardia Kielce (2000-2002), KS AZS-AWF Wrocław (2002-2005). Brązowa medalistka mistrzostw Polski seniorek 2004 w kategorii open. Ponadto m.in. młodzieżowa mistrzyni Polski 2004.